# پایگاه هوایی لیوبشا
پایگاه هوایی لیوبشا (به انگلیسی: Liubsha (air base)) یک فرودگاه نظامی است که یک باند فرود بتن دارد و طول باند آن ۲۴۰۰ متر است. این فرودگاه در کشور اوکراین قرار دارد و در ارتفاع ۲۴۶ متری از سطح دریا واقع شده است.